# Love Takes Time
Love Takes Time ist ein Lied der amerikanischen Sängerin Mariah Carey. Das Lied wurde von ihr und Ben Margulies geschrieben sowie von Walter Afanasieff produziert. Es erschien auf Careys Debütalbum Mariah Carey (1990). Das Lied wurde im dritten Quartal 1990 als zweite Single des Albums veröffentlicht. Es war die erste von einigen Adult-Contemporary-beeinflussten Carey-Balladen, die als Single veröffentlicht wurden. Im Lied trennt sich die Protagonistin von ihrem Freund, die Protagonistin ist unglücklich und nach langer Zeit kehrt ihre Liebe zu ihren Exfreund wieder zurück. In den Vereinigten Staaten und Kanada wurde das Lied Mariah Careys zweiter Nummer-eins-Hit, aber in weiteren Ländern konnte die Single keine größeren Erfolge feiern.

## Hintergrund
Mariah Careys Debütalbum war vollendet, nachdem sie mit Ben Marguiles Love Takes Time schrieb. Marguiles sagte: „Wir nahmen schnell eine Demoaufnahme auf. Es war eine Piano-Gesangsaufnahme – Ich spielte Piano und Mariah Carey sang.“
Auf einer Mini-Tour stellte Carey die akustische Pianoversion mit drei Backgroundsänger vor. Später stellte Mariah Carey Love Takes Time den Columbia Records Präsident Don Ienner vor. „Alle wichtigen Person wurden mit einbezogen,“ erinnert Marguiles. „Tommy Mottola, Ienner und Bobby Colomby.“ Carey bezeichnete das Lied als einen „Karriere-Macher“, es müsste unbedingt auf ihren Debütalbum erscheinen.
Die Demoaufnahme gab Mariah Carey den Produzenten Walter Afanasieff. Als Carey nach Kalifornien flog, um mit Narada Michael Walden an weiteren Liedern ihres Debütalbums zu arbeiten, waren Tommy Mottola und Don Ienner beeindruckt von Afanasieffs Arbeit als Produzent und gaben ihn einen Job als Produzenten bei Columbia Records.
„Eines Tages ruf er (Tommy) mich,“ erinnert sich Afanasieff. „Er sagte, 'Wir müssen das Mariah-Carey-Album fertigstellen, aber es gibt ein Lied, das sie mit Ben Marguiles schrieb, das Lied ist phänomenal und ich will alles versuchen, damit das Lied auf dem Album erscheint. Ich sagte 'Was soll ich denn für dich tun?' und er sagte 'Du hast nur einige Tage Zeit, aber bist du bereit das Lied zu produzieren?' Ich konnte nicht glauben, dass das meine Möglichkeit war Produzent zu werden. Ich produzierte nie etwas richtiges bis zu dieser Zeit.“
Laut Afanasieff entsprach die Demoaufnahme genau den Vorstellungen von Mottola. „Wir produzierten die Musik innerhalb eines Tages. Wir mussten das Lied an diesem Tag produzieren, oder es wäre nicht mehr auf Careys Debütalbum erschienen. Wir nahmen die Aufnahme und produzierten alles, dann flogen wir mit dem Flugzeug nach New York City, wo wir in einem Studio Careys Gesang aufnahmen. Carey hat sich die ganze Nacht auf ihre Gesangsaufnahme vorbereitet. Ihr Gesang wurde auf mehreren Spuren aufgenommen, so übernahm sie auch alleine den Backgroundgesang.“
Als das Album veröffentlicht wurde, wurde Love Takes Time auf einigen CDs und Kassetten nicht aufgelistet. „Auf einigen der ersten Kopien des Albums, gab es zu wenig Zeit um den Namen des Liedes auf den Album aufzudrucken“ lacht Marguiles. „So ist das Lied auf dem Album, aber die Titelliste sagt nicht, dass das Lied auf dem Album ist.“

## Musikvideo
Die Regie zum Musikvideo führten Jeb Brien und Walter Maser. Im Musikvideo läuft Mariah Carey an einem Strand, nachdem ihr Freund sie verlassen hat. Das Musikvideo wurde in Venice Beach, Los Angeles gedreht. Das Musikvideo erschien nicht auf Careys Videoalbum #1’s (1999), stattdessen ein Live-Auftritt des Liedes im Proctor’s Theatre in New York City aus dem Jahr 1993.

## Rezeption
Das Lied gewann zwei BMI-Awards in den Kategorien R&B-Award für Lied des Jahres und den Songwriter Award.

## Kommerzieller Erfolg

### Chartplatzierungen
Love Takes Time wurde ein weiterer Charterfolg für Mariah Carey. Das Lied konnte an den Erfolg ihrer Debütsingle Vision of Love anknüpfen und wurde in den Vereinigten Staaten ihr zweiter Nummer-eins-Hit. Insgesamt verbrachte das Lied vom 10. November bis zum 24. November 1990 drei Wochen auf Platz 1. 17 Wochen lang blieb das Lied unter den amerikanischen Top 40 und wurde durch die großen Verkaufszahlen noch mit einer goldenen Schallplatte in den USA. Durch den großen Erfolg schaffte das Lied in den Vereinigten Staaten zwei Jahre nacheinander (1990 und 1991) den Einzug in die Jahrescharts: 1990 platzierte sich das Lied auf der 76 und 1991 auf der 69.
Außerhalb der Vereinigten Staaten feierte Love Takes Time nur noch in Kanada Charterfolge, wo das Lied ebenfalls Mariah Careys zweiter Nummer-eins-Hit wurde. Zwar erreichte Love Takes Time in Neuseeland die Top Ten, konnte aber im Vereinigten Königreich und den Niederlanden nur die Top 40 erreichen und in Deutschland nur Platz 57.
| ChartsChartplatzierungen       | Höchstplatzierung | Wochen |
| ------------------------------ | ----------------- | ------ |
| Deutschland (GfK)              | 57 (15 Wo.)       | 15     |
| Vereinigte Staaten (Billboard) | 1 (26 Wo.)        | 26     |
| Vereinigtes Königreich (OCC)   | 37 (8 Wo.)        | 8      |

| ChartsJahrescharts (1990)      | Platzierung |
| ------------------------------ | ----------- |
| Vereinigte Staaten (Billboard) | 75          |

| ChartsJahrescharts (1991)      | Platzierung |
| ------------------------------ | ----------- |
| Vereinigte Staaten (Billboard) | 69          |

### Auszeichnungen für Musikverkäufe
| Land/Region               | Auszeichnungen für Musikverkäufe (Land/Region, Auszeichnung, Verkäufe) | Verkäufe  |
| ------------------------- | ---------------------------------------------------------------------- | --------- |
| Australien (ARIA)         | Gold                                                                   | 35.000    |
| Vereinigte Staaten (RIAA) | Platin                                                                 | 1.000.000 |
| Insgesamt                 | 1× Gold · 1× Platin ·                                                  | 1.035.000 |

Hauptartikel: Mariah Carey/Auszeichnungen für Musikverkäufe

## Coverversionen
- 2007: Mau Marcelo
- 2003: Kelly Clarkson